# BDSM Berlin
BDSM Berlin e. V. ist ein Berliner BDSM-Verein. Der Verein ging aus einem Stammtisch des IRC-Channels #bdsm.de hervor und behandelt die Aufklärung jeglicher mit BDSM verbundener Themen. Dieses Angebot richtet sich besonders an Einsteiger, die sich in ihrer sexuellen Präferenz unsicher sind bzw. Gleichgesinnte finden möchten, dabei bietet der Verein neben Workshops wöchentliche Treffen, sogenannte Munchs, an.

## Zielsetzung
Die Ziele des Vereins sind einerseits die Unterstützung von Einzelpersonen und anderseits der Abbau von Stereotypen und Vorurteilen gegenüber sadomasochistischer Sexualität. Neben Information und Pressearbeit zum Thema BDSM zählt zu den Vereinsaktivitäten auch allgemeine Öffentlichkeitsarbeit, beispielsweise auf Veranstaltungen wie der Folsom Europe oder dem Christopher Street Day. Diese Ziele werden durch viele ausschließlich ehrenamtlich tätige Vereinsmitglieder angegangen und stehen auch Personen offen, die keine Vereinsmitglieder sind.
Der Verein ist laut eigener Aussage Mitglied in der Deutschen Gesellschaft für Sozialwissenschaftliche Sexualforschung e. V. und arbeite mit Pro Familia und Aidshilfen zusammen.

## Geschichte
Am 4. Juni 1997 fand der erste Berliner Stammtisch des IRC Kanals #bdsm.de statt. Am 5. Juli 1998 wurde der Berlin Munch von Teilnehmern des Stammtisches gegründet und findet seitdem in einem wöchentlichen Rhythmus statt. Am 21. September 1999 wurde BDSM Berlin e. V. als Gemeinschaftsprojekt des Berlin Munchs und des Stammtisches eingetragen.

## Bedeutung
Der Verein setzte erstmals das ursprünglich amerikanische Konzept der Munchs, d. h. niedrigschwelliger Informationsveranstaltungen für Themeninteressierte im deutschsprachigen Raum um und diente als ein bedeutendes Vorbild für den Übergang ursprünglich überwiegend digital vernetzter Organisationsstrukturen.
Seine Gründung hatte eine wichtige Katalysatorfunktion für die Entstehung neuer Organisationen in BDSM-Bereich. Heute existieren ähnliche Strukturen im gesamten deutschsprachigen Raum. 
Bekanntestes Gründungsmitglied des Vereins ist die Ingeborg-Bachmann-Preisträgerin Kathrin Passig.

## Veranstaltungen und andere Angebote
Der Verein bietet ein umfangreiches Spektrum unterschiedlicher Veranstaltungen, wie beispielsweise offene und öffentliche Stammtische und Einsteigertreffen für Interessierte an. Weiterhin organisiert der Verein regelmäßig Workshops zu unterschiedlichen Themen wie beispielsweise „Bondage“ oder „SM und Gesundheit“ und regelmäßige Gesprächsgruppen zu unterschiedlichsten Aspekten des Themas BDSM. Der Verein bietet auf seiner Website aktuelle Informationen über die Berliner BDSM-Szene und Beratung zum Thema BDSM an.

## Kink-Aware Professionals
BDSM Berlin e. V. war einer der ersten Vereine im deutschsprachigen Raum, die nach Vorbildern aus den USA und England eine Liste sogenannter Kink Aware Professionals anboten. Hierbei handelt es sich um mit dem Thema BDSM vertraute Psychologen, Mediziner, Rechtsanwälte und Vertreter anderer relevanter Berufsgruppen, die in persönlichen Krisen- und Notfällen als qualifizierte Ansprechpartner zur Verfügung stehen.